# Центр Ботин
Центр искусств Ботин (исп. Centro Botín) — художественная галерея в городе Сантандер (Кантабрия), открытая в июне 2017 года и управляемая Фондом имени Марселино Ботина; здание, спроектированное Ренцо Пиано, состоит из двух крыльев: западное крыло площадью 2500 м² посвящено выставкам современного искусства, а меньшее восточное крыло (950 м²) используется для образовательных мероприятий и располагает террасой с видом на залив Сантандер.

## История и описание
Центр искусств Ботин открылся в городе Сантандер (Кантабрия) 23 июня 2017 года, с опозданием на три года от первоначального срока; он управляется фондом «Fundación Botín», созданным в 1964 году Марселино Ботином Санс де Саутуола и его женой Марией дель Кармен Илера Камино. Музейное здание было возведено по проекту архитектора Ренцо Пиано: оно состоит из двух корпусов разного размера; оба корпуса опираются на колонны и частично «подвешены» над морем. В западном корпусе разместился основной выставочный зал, имеющий общую площадь в 2500 м²; кроме того в данном корпусе расположены коммерческая и реставрационная зоны. Меньший по размеру, восточный, корпус используется для образовательных мероприятий — он имеет площадь в 950 м²; в нём расположена большая терраса с видом на залив Сантандер.
«Свет и легкость» являются важными частями музейной концепции: так солнечный свет отражается в керамическом фасаде музейного здания — фасаде, состоящем из 280 000 фрагментов дискоидальной формы, которые адаптируются к «обтекаемой» геометрии самого здания. Проект также затронул и сады «Jardines de Pereda», прилегающие к зданию и открытые в 2014 году (обновление и расширение осуществлялось по проекту ландшафтного дизайнера Фернандо Карунчо). По словам бывшего президента Фонда Ботина, Эмилио Ботина, бюджет строительства составил 77 миллионов евро; по другим данным, окончательная стоимость работ составила 100 миллионов евро. Кроме того, фонд выделил годовой бюджет — в размере 12,5 миллионов евро — на поддержание и развитие деятельности центра.
Коллекция «The Fundación Botín Art Collection» отражает историю изобразительного искусства последних сорока лет: специализируясь на современном искусстве, она содержит работы в различных областях — от живописи и скульптуры, до фотографии и инсталляций.